# Rhynchippus
A Rhynchippus az emlősök (Mammalia) osztályának a Notoungulata rendjébe, ezen belül a Notohippidae családjába tartozó nem.

## Tudnivalók
A Rhynchippus-fajok körülbelül 1 méter hosszúak voltak, lábaikon három karmokban végződő ujj volt. Habár fogaik igen hasonlítanak a lófélék és az orrszarvúfélék fogaihoz, a Rhynchippusok a Toxodonokkal voltak rokonok. Mivel ezek az állatok Dél-Amerikában azt a szerepet töltötték be, amelyet más kontinenseken a lovak és az orrszarvúak, nekik is a füvek legelésére alkalmazkodott fogaik fejlődtek; ez alkalomkor is fellépett a konvergens evolúció. A Rhynchippusoknak, rokonaiktól eltérően, nem voltak nagy agyaraik; náluk az agyarak és a metszőfogak hasonló méretűek és alakúak voltak. A nagyőrlőkön levő fogzománc, az állatokat segítette a szívós, száraz növények rágásában.

## Rendszerezés
A nembe az alábbi 2 faj tartozik:
- †?Rhynchippus equinus
- †?Rhynchippus pumilus

### Fordítás
Ez a szócikk részben vagy egészben  a   Rhynchippus című angol Wikipédia-szócikk fordításán alapul.  Az eredeti cikk szerkesztőit annak laptörténete sorolja fel. Ez a jelzés csupán a megfogalmazás eredetét és a szerzői jogokat jelzi, nem szolgál a cikkben szereplő információk forrásmegjelöléseként.